# 시마이티스티스과
시마이티스티스과(Simaethistidae)는 나비목에 속하는 이문류 나방 과이다. 시마이티스티스상과(Simaethistoidea)의 유일한 과이다. 명나방류를 닮은 나방으로 2개 속으로 이루어져 있으며, 생태는 잘 알려져 있지 않다. 메타프로투스속 (Metaprotus, 2종)은 오스트레일리아, 시마이티스티스속 (Simaethistis, 2종)은 중국과 인도 북부에서 발견된다(Dugdale et al., 1999).

## 분류
- 메타프로투스속 (Metaprotus) Hampson, 1899
  - Metaprotus asuridia (Butler, 1886) - 오스트레일리아
  - Metaprotus magnifica (Meyrick, 1887) - 오스트레일리아
- 시마이티스티스속 (Simaethistis) Hampson, 1896
  - Simaethistis leechi South, 1901 - 중국
  - Simaethistis tricolor Butler, 1889 - 인도